# Mikrevo
Mikrevo (bulgariska: Микрево) är ett distrikt i Bulgarien.   Det ligger i kommunen Obsjtina Strumjani och regionen Blagoevgrad, i den sydvästra delen av landet, 120 km söder om huvudstaden Sofia.
Trakten runt Mikrevo består i huvudsak av gräsmarker. Runt Mikrevo är det ganska glesbefolkat, med 42 invånare per kvadratkilometer.